# Coregonus heglingus
Coregonus heglingus es una especie de pez de la familia Salmonidae en el orden de los Salmoniformes.

## Distribución geográfica
Se encuentra en Europa: lagos  Zúrich y  Walenstadt (Suiza).